# جون راسيل (لاعب كرة قاعدة أمريكي)
جون راسيل (بالإنجليزية: John Russell)‏ هو لاعب كرة قاعدة أمريكي، ولد في 20 أكتوبر 1895 في سان ماتيو في الولايات المتحدة، وتوفي في 19 نوفمبر 1930 في إلي في الولايات المتحدة.

## وصلات خارجية
- جون راسيل (لاعب كرة قاعدة أمريكي) على موقعبيزبول رفرنس.كوم (الدوري الرئيسي) (الإنجليزية)
- جون راسيل (لاعب كرة قاعدة أمريكي) على موقعبيزبول رفرنس.كوم (الدوري الثانوي) (الإنجليزية)